# Émilie du Châtelet

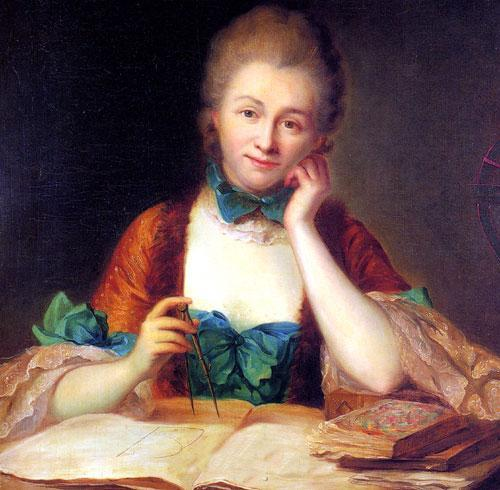
Maurice Quentin de La Tour (1704–1788): Madame du Châtelet–Laumont (Privatsammlung)

Gabrielle Émilie Le Tonnelier de Breteuil, Marquise du Châtelet-Laumont (* 17. Dezember 1706 in Paris; † 10. September 1749 in Lunéville), bekannt als Émilie du Châtelet, war eine französische Mathematikerin, Physikerin, Philosophin und Übersetzerin der frühen Aufklärung. Gemeinsam mit Voltaire verfasste sie die Elemente der Philosophie Newtons. Außerdem übersetzte sie Newtons Philosophiae Naturalis Principia Mathematica und verband Newtons mit Leibniz’ Denken. Überdies forderte sie die Teilhabe von Frauen an allen Menschenrechten.

## Leben und Wirken

### Jugend und Eheschließung
Émilie du Châtelet (wie sie üblicherweise genannt wird) wurde als Tochter von Louis Nicolas Le Tonnelier de Breteuil (1648–1728) und dessen zweiter Frau Gabrielle-Anne de Froulay (1670–1740) geboren. Ihr Vater hatte am Hof in Versailles das Amt, die Gesandten ausländischer Fürsten auf ihren Auftritt vor König Ludwig XIV. vorzubereiten und sie ihm vorzustellen.
Im Pariser Haus ihrer Familie genoss Émilie ein intellektuell offenes Milieu und lernte früh z. B. den seinerzeit bekanntesten Lyriker, Jean-Baptiste Rousseau, und den belletristischen und philosophischen Autor Fontenelle kennen, einen bedeutenden Vertreter der sogenannten Frühaufklärung. Dank ihres Vaters, der ihre Begabung bemerkte, erhielt sie eine vorzügliche klassische Bildung. Weiterhin lernte sie auch Englisch und Italienisch. Sie wurde zudem am Spinett unterrichtet und lernte Opernarien singen sowie tanzen und Theater spielen.
Mit 16 Jahren wurde sie von ihrem Vater am Hof eingeführt. Sie gefiel sich in den damit verbundenen Aktivitäten und dem Luxus und hatte einige kleinere (zweifellos platonisch bleibende) Liebschaften, z. B. mit dem Marquis de Guébriant. Am 12. Juni 1725 wurde sie, 18-jährig, mit dem 30-jährigen Marquis Florent Claude du Chastellet (1695–1765)  (die Schreibweise „Châtelet“ geht auf Voltaire zurück) verheiratet. Sie zog zu ihm nach Semur-en-Auxois, wo er das Amt eines königlichen Gouverneurs innehatte und wo sie mit ihm drei Kinder bekam, darunter Françoise-Gabrielle-Pauline du Châtelet (1726–1754), die mit Alfonso Carafa, Duca di Montenero (1713–1760) verheiratet war, den späteren Generalleutnant und Diplomaten Louis Marie Florent du Châtelet (1727–1793) und Victor-Esprit du Châtelet (1733–1734). Hier lernte sie auch den Mathematiker de Mézières kennen, der ihre Leidenschaft für die Mathematik weckte. 1730 kehrte sie zurück nach Paris.
Die Heiraten adeliger Partner folgten damals nicht dem romantischen Modell der „Liebesehe“; die Ehe wurde als ein Vertragsverhältnis aufgefasst und die Marquise du Châtelet betrachtete ihren Teil des Vertrages als erfüllt, nachdem sie ihrem Gatten drei Kinder geboren hatte. Danach nahm sie die sexuellen und anderen Freiheiten in Anspruch, die einer hochadeligen Frau unter Einhaltung bestimmter Grenzen zugebilligt wurden. Entsprechend hatte sie mehrere kürzere Affären, unter anderem mit dem Marschall de Richelieu, einem Großneffen des Kardinal Richelieu, mit dem Mathematiker und Astronomen Pierre-Louis de Maupertuis und dem Mathematiker Alexis-Claude Clairaut.

### Intellektuelle Weggefährtin und Freundin Voltaires

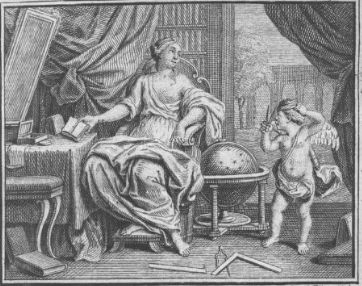
Darstellung von Gabrielle Émilie du Châtelet in Voltaires Werk Éléments de la philosophie de Newton, Ausgabe Étienne Ledet, 1738.

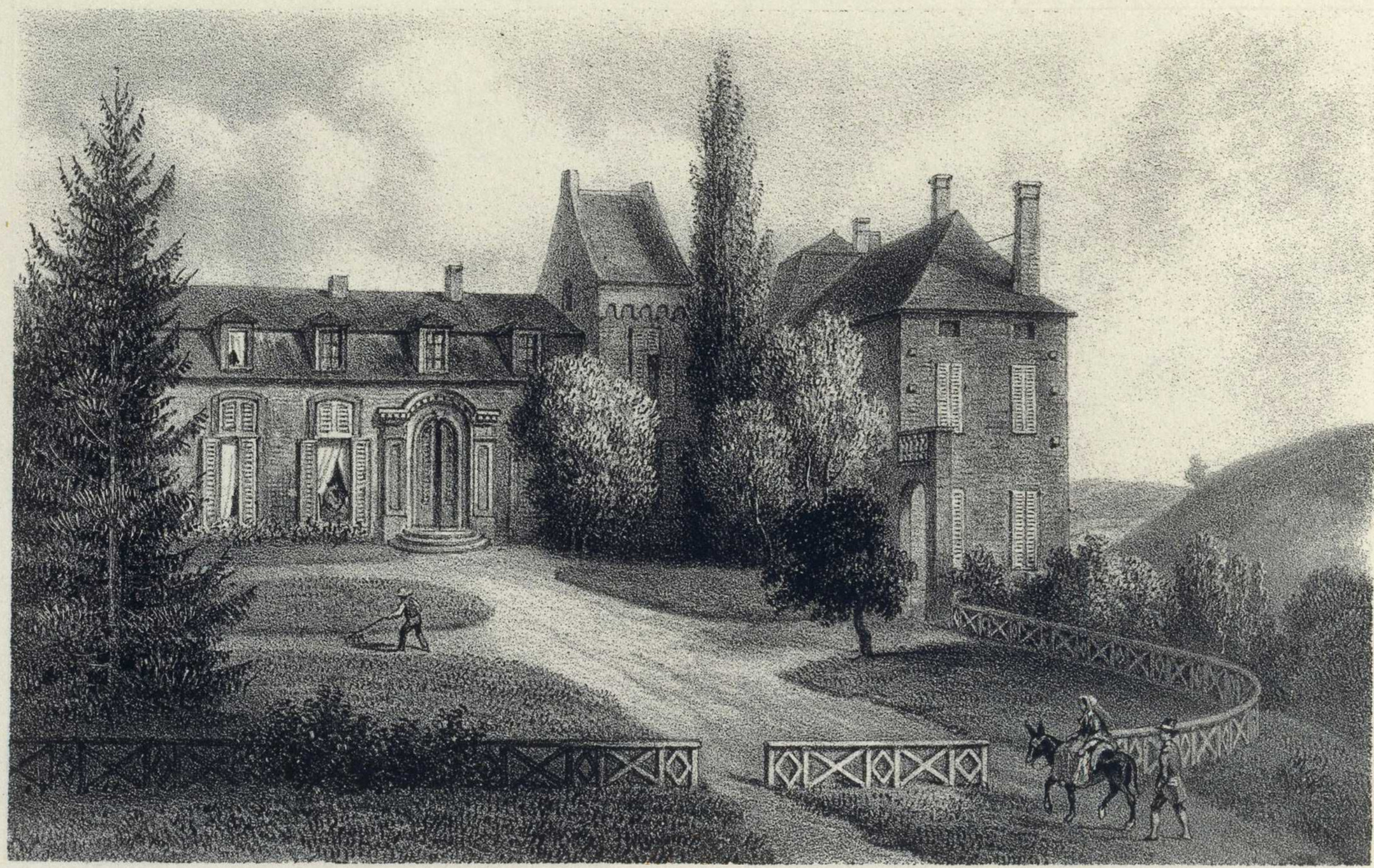
Château de Cirey. Zeitgenössische Lithografie

Im Jahr 1733 begegnete Émilie du Châtelet dem Philosophen Voltaire bei einem Souper; der Beginn einer intensiven persönlichen wie intellektuellen Partnerschaft. Als Voltaire 1734 aufgrund eines Haftbefehls Paris verlassen musste, bot sie ihm Zuflucht in einem halbverfallenen Landsitz ihres Ehemanns im ländlichen Cirey-sur-Blaise (Champagne). Obwohl zunächst als Übergangslösung gedacht, entwickelte sich Cirey in den folgenden 15 Jahren zum Lebensmittelpunkt beider, auch wenn sie phasenweise getrennt reisten.
Finanziell waren die Rollen ungleich verteilt: Während Voltaire über bedeutende Mittel aus Erbschaften, Spekulationen und literarischem Erfolg verfügte, war das Vermögen der Familie du Châtelet begrenzt. Mit seiner Unterstützung wurde das Schloss umgebaut, unter anderem um eine private wissenschaftliche Bibliothek und ein Laboratorium zu schaffen. Dort widmeten sich beide physikalischen Experimenten, insbesondere zur  Optik und zum Phänomen des Vakuums. Ein kleines Theater im Dachstuhl diente der Inszenierung von Voltaires Dramen. Cirey wurde rasch zu einem intellektuellen Zentrum, das Literaten, Naturwissenschaftler und Mathematiker gleichermaßen anzog.

### „Emilia Newtonmania“

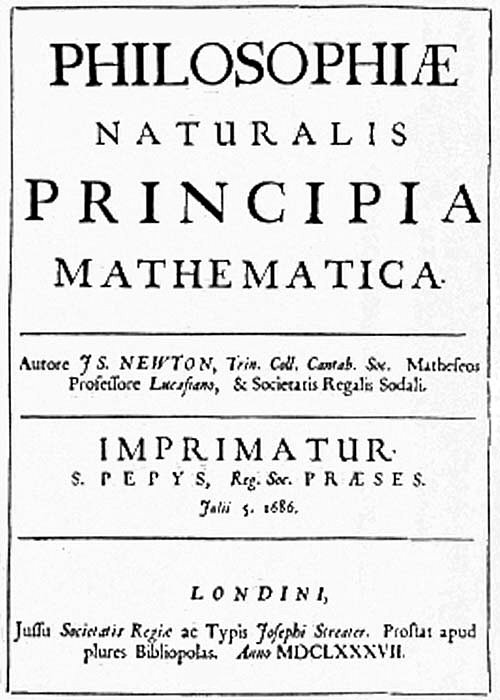
Isaac Newton: Principia Mathematica (Frontispiz)

Auf Schloss Cirey verfasste Voltaire 1736/37 mit den Éléments de la philosophie de Newton ein populärwissenschaftliches Werk über die Newtonsche Physik. Diese war in Frankreich, das noch stark unter dem Einfluss der cartesischen Mechanik Descartes stand, bis dahin kaum bekannt, obwohl die Principia bereits 1687 erschienen war. Das Buch trug nur Voltaires Namen, aber er erkannte offen an, dass die Arbeit ohne die Mitwirkung Madame du Châtelets nicht denkbar gewesen wäre.
Ab 1745 widmete sie sich bis zu ihrem Tod 1749 ihrer bedeutendsten wissenschaftlichen Leistung: der Übersetzung von Newtons Philosophiæ Naturalis Principia Mathematica aus dem Lateinischen ins Französische. Ihre Leistung bestand nicht allein in der sprachlichen Übertragung, sondern in der systematischen Überführung der newtonschen Argumentation in die Leibnizsche Notation der Infinitesimalrechnung, die sich auf dem europäischen Kontinent durchgesetzt hatte. Außerdem erläuterte sie in zahlreichen Kommentaren Newtons Text.
Mit ihrem Werk leistete sie einen entscheidenden Beitrag zur Etablierung der Newtonschen Physik in Frankreich. Ihr Spitzname „Emilia Newtonmania“, den sie selbstironisch gebrauchte, verweist auf ihr leidenschaftliches Engagement für die Vermittlung moderner Naturwissenschaft, eine Rolle, die sie als Wissenschaftlerin, Übersetzerin und Kommentatorin gleichermaßen ausfüllte.

### Physik
Das Konzept der kinetischen Energie wurde von Émilie du Châtelet, aufbauend auf Überlegungen von Gottfried Wilhelm Leibniz, als Vis Viva, Lebendige Kraft eingeführt. Sie vertrat, so wie Leibniz, die Theorie, dass die kinetische Energie proportional zu v² (Geschwindigkeit zum Quadrat) sein muss. Sie erkannte in den Versuchen von Willem Jacob ’s Gravesande die Bestätigung der Ideen Leibniz’. Bis zu diesem Zeitpunkt vertrat man die Ansicht von Newton, die Bewegungsenergie sei der Geschwindigkeit proportional. Diesen beiden Kräften entsprächen, gleichsam analog, nun die sensibilité inerte und die sensibilité active.

### Metaphysik

#### Kritik an Locke und Debatte über denkende Materie (thinking matter)
In ihren Schriften kritisierte Emilie du Châtelet die Philosophie John Lockes. Sie betonte die Notwendigkeit der Überprüfbarkeit von Wissen durch Erfahrung: Lockes Vorstellung von der Möglichkeit einer denkenden Materie hielt sie für „abstrus“. Ihre Kritik an Locke entstammte ihrem Kommentar zu Bernard de Mandevilles Bienenfabel (1714). Du Châtelet sah die universellen Prinzipien als notwendige Voraussetzung für menschliches Wissen und Handeln und behauptete, dass diese Art von Gesetz eingeboren sei. Denn gäbe es nicht diese Grundbedingung universeller und a priori Prinzipien, wäre unser ganzes Wissen relativ: „Zwei und zwei könnten dann ebenfalls sechs als auch vier ergeben“. Ebenfalls verteidigte sie das Prinzip vom Widerspruch, das als Basis ihrer methodischen Reflexionen in den Institutions diente.
Pierre Louis Moreau de Maupertuis‘ und Julien Offray de La Mettries Verweise auf Emilie du Châtelets Überlegungen zur Bewegung, zum freien Willen, sowie zur denkenden Materie, zu Zahlen und dem Weg zu einer substantiellen Metaphysik, zeigen die Bedeutung ihrer Reflexionen. Erfolgreich widerlegte sie die Behauptung Maupertuis, die Wahrheit mit Hilfe mathematischer Gesetze zu finden.

#### Überlegungen zu den Grundlagen der Physik
Als selbständige aufgeklärte Denkerin erweist sich Émilie du Châtelet auch in ihren Institutionen der Physik, worin es um die Grundlagen der Physik geht, also auch um Metaphysik. Newton hatte z. B. in seinen Prinzipien nicht erklären können, warum die Himmelskörper umeinander kreisen statt, gemäß seinem Schwerkraftgesetz, aufeinander zu stürzen, sprich, warum sie sich überhaupt bewegen. Er hatte sich mit der Vermutung beholfen, dass Gott jeweils einen der Himmelskörper angestoßen habe. Émilie du Châtelet verlangte dagegen in der Tradition von Leibniz, dass es einen „zureichenden Grund“ für die Planetenbewegungen geben müsse. Und sie vermutete bereits, dass dieser Grund in der Geschichte des Planetensystems verborgen liegt (das aus einem rotierenden Staubwirbel heraus entstanden ist, wie zuerst Immanuel Kant postulierte).
Die Institutionen der Physik behandeln außerdem das Problem der Theodizee, also die Frage, wie das Böse in die Welt gekommen ist.
In der Encyclopédie sind eine ganze Reihe von Artikeln aus ihren Institutionen der Physik übernommen worden, ohne dass die Quelle angegeben ist. Das Buch wurde europaweit gelobt, war aber auch Plagiatsvorwürfen ausgesetzt.

### Vernunft und Gelehrsamkeit
Émilie du Châtelet betätigte sich auch als Philosophin der Aufklärung. In einem Bibelkommentar kritisierte sie unter anderem die Schöpfungsgeschichte: „Wie amüsant, dass die ersten drei Tage [der Schöpfungsgeschichte] durch Abend und Morgen begrenzt wurden, bevor am 4. Tag die Sonne erschaffen wurde.“ Offenbarungsreligionen lehnte sie, wie Voltaire, ab.
In ihrer Rede vom Glück postulierte sie, dass jeder Mensch innerhalb seines Standes etwas für sein Glück tun könne, wandte sich explizit an die Frauen von Welt und vertrat eine eher epikuräische Position, die die Philosophin Ruth Hagengruber als „Kalkül der Leidenschaften“ charakterisiert hat. Hiernach ist der Mensch in der Lage, seine Leidenschaften und das damit verbundene Glück und Unglück zu berechnen. Schlemme man zum Beispiel gern, wie Émilie du Châtelet selbst, müsse man Fastenzeiten einlegen, um die Gefahr von Gicht und Magenschmerzen zu vermeiden, aber auch um den Genuss zu steigern: „Die Vernunft muss immer die Fäden in der Hand halten, denn wer vernünftig sagt, meint glücklich, zumindest in meinem Wörterbuch.“ Zu den Leidenschaften, die das Glück begünstigen, zählte sie das Streben nach Gelehrsamkeit, welche eine Quelle unerschöpflicher Freude sei, insbesondere für Frauen.

„Es ist gewiss, dass die Gelehrsamkeit für das Glück der Männer weit weniger wichtig ist als für das der Frauen. Die Männer haben unendlich viele Möglichkeiten, die den Frauen gänzlich fehlen. Jenen stehen ganz andere Wege offen zu Ruhm zu gelangen, und es ist sicher, dass der Ehrgeiz, seine Talente zum Nutzen seines Landes einzusetzen und seinen Mitbürgern zu dienen, (…) weit über den Zielen steht, die man sich durch Studien setzen kann. Aber die Frauen sind durch ihre Stellung von jeder Art des Ruhms ausgeschlossen.“

Sie stimmt der Aussage Ciceros zu, die Freuden der Sinne und des Herzens seien dem Studium nachgeordnet, und bezeichnet das Streben nach Ruhm als eine Illusion, die der Vernunft nicht standhalten kann, aber dennoch sei die Liebe zum Ruhm eine Quelle von Seelenfreuden. Auch die Freiheit von Vorurteilen hält sie für eine Quelle des Glücks. Die guten Sitten, vom Stand, Alter und anderen Faktoren abhängig, sind eine Sache der Übereinkunft und haben daher Wahrheitsgehalt, nicht aber die Vorurteile. Höchste Tugend ist es, etwas zum Wohl der Gemeinschaft beizutragen. Diese Tugend bringt individuelles Glück mit sich.

### Als gebildete Frau in einer Männerwelt

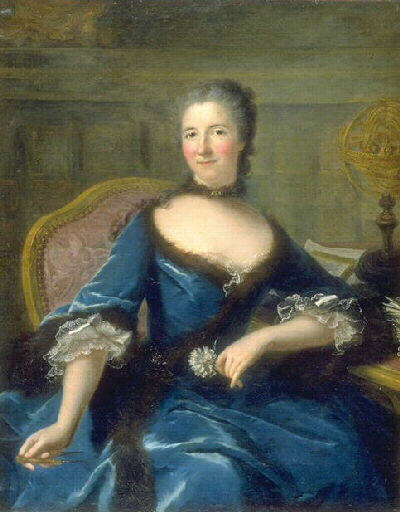
Porträt von Marianne Loir. Bordeaux, Musée des Beaux-Arts

Émilie du Châtelet hat gemäß den Konventionen ihrer Zeit gelebt, doch an der Stellung der Frau in ihrer Gesellschaft hatte sie viel auszusetzen. Den Männern stünden vielerlei Wege zum Glück offen, etwa in Kriegskunst oder Diplomatie, schreibt sie in der Rede vom Glück. Den Frauen bleibe dagegen nur das Studium. In ihrer Übersetzung von Mandevilles The Fable of the Bees wird sie in einem Kommentar deutlicher: „Wenn ich König wäre, ich würde einen Missbrauch abschaffen, der die Hälfte der Menschheit zurücksetzt. Ich würde Frauen an allen Menschenrechten teilhaben lassen, insbesondere den geistigen.“ Mit ihrem Werk war sie auch für andere Frauen Vorbild, so etwa für die deutsche Schriftstellerin Luise Gottsched: „Du, die Du jetzt den Ruhm des Vaterlandes stützest, / Frau, die Du ihm weit mehr als tausend Männer nütztest, / Erhabne Chatelet, o fahre ferner fort / Der Wahrheit nachzugehn.“
Im kleinen Kreis der zeitgenössischen Physiker und Mathematiker traf Émilie du Châtelet jedoch immer auch Männer, die bereit waren, mit ihr gemeinsam an den schwierigsten Fragen zu arbeiten. Zu ihren Briefpartnern gehörten Maupertuis, Johann I Bernoulli, Algarotti, Abbé Sade und Clairaut. Der bedeutende deutsche Philosoph Christian Wolff lobte: „Es ist, als hörte ich mich selbst von der Kanzel reden.“ Immanuel Kant schrieb über die Aufklärerin, „der Vorzug des Verstandes und der Wissenschaft [setze] sie über alle übrigen ihres Geschlechtes und auch über einen großen Theil des anderen hinweg“. Ihr Briefwechsel mit dem aufgeklärten Monarchen Friedrich II. stammt aus der Zeit zwischen 1738 und 1744.
1738 bewarben sich Émilie du Châtelet und Voltaire unabhängig voneinander um den Preis, den die französische Akademie der Wissenschaften für eine Erklärung der Natur des Feuers ausgeschrieben hatte. Die Arbeiten durften anonym eingereicht werden, so dass sie sich auch als Frau beteiligen konnte. Der Preis ging zwar an den Schweizer Mathematiker Leonhard Euler, doch wurde ihre Dissertation sur la nature et la propagation du feu 1744 auf Kosten der Akademie gedruckt. 1746 wurde sie in die Akademie der Wissenschaften zu Bologna gewählt. In die Pariser Akademie wurden Frauen grundsätzlich nicht aufgenommen. Trotz der großen formalen Hindernisse gehörte sie zu den wenigen Frauen in der Wissenschaft, die im Zeitalter der Aufklärung bekannt und teilweise auch anerkannt waren.

### Das Ende

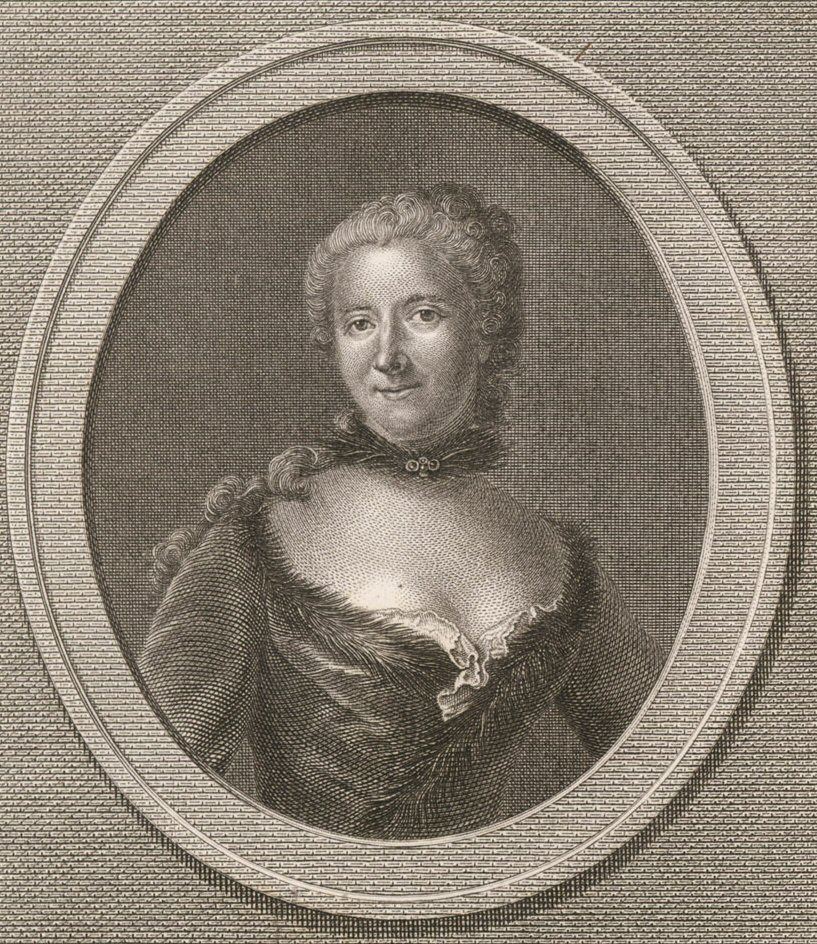
Émilie du Châtelet

Die Zeit von 1744 bis 1748 verbrachte sie zum Teil in Versailles gemeinsam mit Voltaire, der dank Madame de Pompadour wieder Zutritt zum Hof erhalten hatte. In den Jahren 1748/49 lebte sie häufig mit ihm in Schloss Lunéville am Hof von Stanislaus I. Leszczyński, dem Schwiegervater von Ludwig XV. und polnischen Ex-König, der 1735 mit dem Herzogtum Lothringen entschädigt worden war. Hier begann sie eine Affäre mit dem Höfling, Offizier und Dichter Jean François de Saint-Lambert. Als sie schwanger wurde, gelang es ihr zusammen mit Saint-Lambert und Voltaire (der seinerseits seit 1745 mit einer verwitweten Nichte liiert war), ihren Ehemann zu überzeugen, das Kind sei von ihm.
Im Laufe der Schwangerschaft beendete sie ihre Zusammenarbeit mit Clairaut an der Newton-Übersetzung und führte diese allein fort. Um rasch fertig zu werden, schränkte sie ihr gesellschaftliches Leben ein und arbeitete von früh bis spät. In der Nacht des 3. September 1749 brachte sie ein Mädchen, Stanislas-Adélaïde du Châtelet, zur Welt. Voltaire schrieb: „Das kleine Mädchen wurde geboren, als seine Mutter an ihrem Schreibtisch war, Newtonsche Theorien schreibend. Das Neugeborene wurde auf ein Geometriebuch gelegt, während die Mutter ihre Papiere einsammelte und zu Bett gelegt wurde.“ Nach einigen Tagen setzten Erstickungsanfälle und hohes Fieber ein. Am 10. September 1749 starb Émilie du Châtelet an Kindbettfieber. Anderen Quellen zufolge war die Todesursache eine Lungenembolie. Voltaire, Saint-Lambert und ihr Ehemann standen gemeinsam an ihrem Totenbett, König Stanislaus weinte mit ihnen. Das Mädchen starb mit rund 18 Monaten.

## Publikationsgeschichte

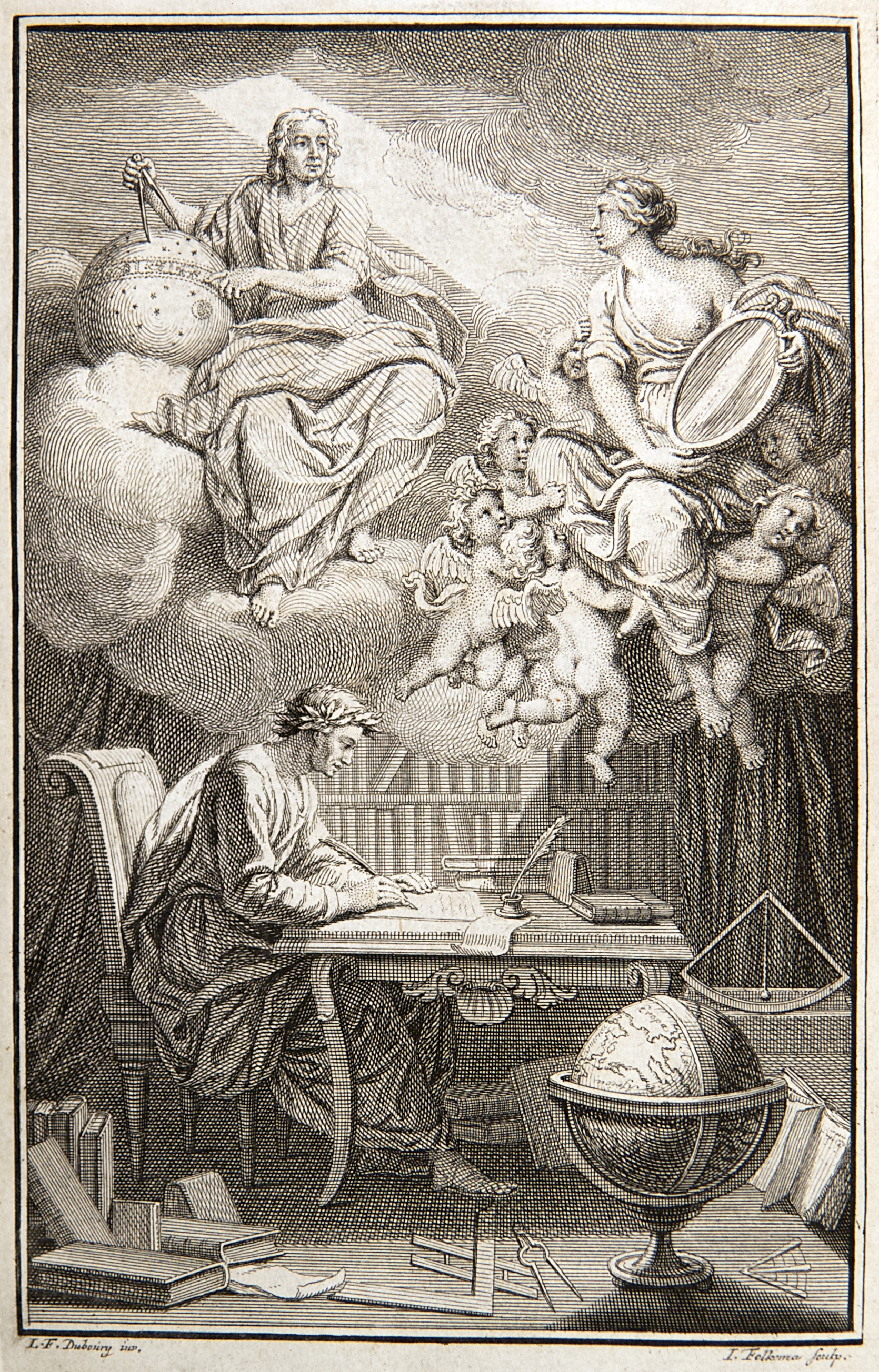
Frontispiz der Übersetzung

Ihre Übersetzung der Prinzipien erschien 1759, herausgegeben von Clairaut und versehen mit einem Vorwort Voltaires. Sie ist bis heute die einzige Übersetzung ins Französische. Auf Deutsch wurde bisher nur Die Rede vom Glück publiziert. Die Korrespondenz zwischen ihr und Voltaire, die viele hundert Briefe umfasste, gilt weitgehend als verloren. In St. Petersburg befinden sich allerdings im Nachlass Voltaires noch etwa 300 Seiten von ihrer Hand, die bisher nicht publiziert worden sind. Im 19. Jahrhundert wurde die unter gebildeten Zeitgenossen sehr bekannte Denkerin weitgehend ignoriert und eher als Geliebte Voltaires betrachtet denn als aufgeklärte Wissenschaftlerin, die ihrerseits Voltaire beeinflusst hat.

## Nachwirkung
Die Oper Émilie der finnischen Komponistin Kaija Saariaho hat zum Thema das Leben und den Tod von Émilie du Châtelet. Sie wurde im Jahre 2010 in der Oper in Lyon mit Karita Mattila in der Titelpartie uraufgeführt (Libretto: Amin Maalouf).

## Werke
- Mémoire sur la nature du feu;  erste von einer Frau erstellte wissenschaftliche Abhandlung, die von der Pariser Akademie der Wissenschaften veröffentlicht wurde. Paris 1739.
- Institutions de Physique. Der Inhalt des Buches war der Auslöser für eine Kontroverse über die Theorie der Kräfte zwischen Émilie du Châtelet und dem Mathematiker Jean-Jacques Dortous de Mairan. Paris 1740.
- Réponse à la lettre de Mairan sur la question des forces vives. (deutsch: Antwort auf Mairans Brief über die Frage der lebendigen Kräfte). Brüssel 1741.
- Analyse de la philosophie de Leibnitz (deutsch: Analyse der Philosophie von Leibnitz). 1740.
- Dissertation sur la nature et la propagation du feu (deutsch: Dissertation über die Natur und die Ausbreitung von Feuer). Paris 1744.
- Les Principes de Newton. Übersetzung aus dem Lat., hrsg. von Alexis Claude Clairaut, 1759.
- Principes mathématiques de la philosophie naturelle (Mathematische Prinzipien der Naturphilosophie), Übersetzung von Newton, Paris, 1766.
- Doutes sur les religions révélées, an Voltaire gerichtet. Paris 1792.
- Opuscules philosophiques et littéraires. 1796.
- Theodore Besterman (Hrsg.): Les Lettres de la Marquise du Châtelet. 2 Bände. Musée Voltaire, Genf 1958.
- Rede vom Glück. Übersetzt von Iris Röbling, Friedenauer Presse, Berlin 1999, ISBN 3-932109-12-0.
  - Rede vom Glück, Hörbuch (CD), Herzrasen, Berlin 2006, ISBN 3-937362-07-X.
- Examens de la Bible. Edités et annotés par Bertram Eugene Schwarzbach. Honoré Champion, Paris 2011. Rezension in der NZZ, 7. Januar 2012.